# Hacettepe Spor Kulübü
O Hacettepe Spor Kulübü (mais conhecido como Hacettepe) é um clube profissional de futebol turco com sede em Ancara, capital federal da Turquia, fundado em 23 de novembro de 2001. Atualmente disputa a Quarta Divisão Turca.
Suas cores oficiais são o roxo e o branco. Manda seus jogos no Etimesgut Belediyesi Atatürk Stadyumu, com capacidade para 2,640 espectadores.

## Títulos
- Terceira Divisão Turca (3): 1988–89, 2003–04 e 2005–06
- Segunda Divisão Turca (1): 2006–07

### Campanha de Destaque
- Vice–Campeão da Terceira Divisão Turca (1): 1996–97
- Vencedor dos Playoffs da Terceira Divisão Turca (1): 2013–14